# ناحیه ایروینگ، میشیگان
ناحیه ایروینگ (به انگلیسی: Irving Township) یک منطقهٔ مسکونی در ایالات متحده آمریکا است که در شهرستان بری، میشیگان واقع شده‌است.
 ناحیه ایروینگ ۹۳٫۵ کیلومتر مربع مساحت و ۳٬۲۵۰ نفر جمعیت دارد و ۲۶۴ متر بالاتر از سطح دریا واقع شده‌است.